# Javohir Sidiqov
Javohir Sidiqov (8 dicembre 1996) è un calciatore uzbeko, centrocampista del Nasaf Qarshi.

## Caratteristiche tecniche
È un centrocampista centrale.

## Carriera

### Club
Ha giocato nella prima divisione uzbeka.

### Nazionale
Ha partecipato ai Mondiali Under-20 del 2015.
Con la nazionale uzbeka ha preso parte alla Coppa d'Asia 2019.

## Statistiche

### Cronologia presenze in nazionale
| Cronologia completa delle presenze e delle reti in nazionale ― Uzbekistan | Cronologia completa delle presenze e delle reti in nazionale ― Uzbekistan | Cronologia completa delle presenze e delle reti in nazionale ― Uzbekistan | Cronologia completa delle presenze e delle reti in nazionale ― Uzbekistan | Cronologia completa delle presenze e delle reti in nazionale ― Uzbekistan | Cronologia completa delle presenze e delle reti in nazionale ― Uzbekistan | Cronologia completa delle presenze e delle reti in nazionale ― Uzbekistan | Cronologia completa delle presenze e delle reti in nazionale ― Uzbekistan |
| Data                                                                      | Città                                                                     | In casa                                                                   | Risultato                                                                 | Ospiti                                                                    | Competizione                                                              | Reti                                                                      | Note                                                                      |
| ------------------------------------------------------------------------- | ------------------------------------------------------------------------- | ------------------------------------------------------------------------- | ------------------------------------------------------------------------- | ------------------------------------------------------------------------- | ------------------------------------------------------------------------- | ------------------------------------------------------------------------- | ------------------------------------------------------------------------- |
| 09-01-2019                                                                | Sharjah                                                                   | Uzbekistan                                                                | 2 – 1                                                                     | Oman                                                                      | Coppa d'Asia 2019 - 1º turno                                              | -                                                                         |                                                                           |
| 13-1-2019                                                                 | Dubai                                                                     | Turkmenistan                                                              | 0 – 4                                                                     | Uzbekistan                                                                | Coppa d'Asia 2019 - 1º turno                                              | 1                                                                         | 68’                                                                       |
| 17-01-2019                                                                | al-'Ayn                                                                   | Giappone                                                                  | 2 – 1                                                                     | Uzbekistan                                                                | Coppa d'Asia 2019 - 1º turno                                              | -                                                                         |                                                                           |
| 21-01-2019                                                                | al-'Ayn                                                                   | Australia                                                                 | 0 – 0 dts (4-2 dtr)                                                       | Uzbekistan                                                                | Coppa d'Asia 2019 - Ottavi di finale                                      | -                                                                         | 73’                                                                       |
| Totale                                                                    |                                                                           | Presenze                                                                  | 4                                                                         |                                                                           | Reti                                                                      | 1                                                                         |                                                                           |

## Palmarès

### Club

#### Competizioni nazionali
- Campionato uzbeko: 2

Paxtakor: 2015
Nasaf Qarshi: 2024
- Coppa d'Uzbekistan: 1

Nasaf Qarshi: 2023
- Supercoppa dell'Uzbekistan: 3

Nasaf Qarshi: 2023, 2024, 2025